# Ernst Viffert
Ernst Christian Hartvig Viffert (10. november 1893 i København – 1950/51 i Stalino, Rusland) var en dansk nazistisk soldat, der gjorde tjeneste på tysk side i Frikorps Danmark.

## Biografi
Ernst Viffert var én af de ældste danske officerer i Waffen-SS. Da 1. verdenskrig brød ud i 1914, var han sergent i hæren. Han forsatte sin karriere i hæren til 1926. På det tidspunkt var han løjtnant og pionerofficer.
I 1926 drog han til Asien, hvor han i nogle år arbejdede med at bygge jernbaner. Efter sin hjemkomst til Danmark blev han kortvarigt ansat ved de danske jernbaner, til han i 1934 meldte sig ind i hæren, hvor han blev kaptajn. Han begrundede det med den ustabile situation i Europa. Viffert blev senere kompagnichef i en pionerbataljon og blev udnævnt til Ridder af Dannebrog.
Den 9. april 1940 blev Danmark besat af Tyskland sad Ernst Viffert på sin post, men blev beordret til at kapitulere, inden modstanden mod den tyske invasion overhovedet var kommet i gang. Nederlaget for den danske hær satte dybe spor hos Viffert, og den 12. juni 1940 meldte han sig ind i DNSAP, hvor han fik medlemsnummer PM30.095. Da den danske hær fik lov til at opretholde sit virke, var han stadig tilknyttet den danske hær.
Da Frikorps Danmark blev oprettet i sommeren 1941, var han en af de første, der meldte sig ind i korpset. Han var, lige som en del andre danske officerer, opsat på at vise, hvad danske soldater i virkeligheden dur til. Trods sin høje alder indtrådte han i Waffen-SS som Legion-Hauptsturmführer og drog af sted til Tyskland med de første frikorps-frivillige.
Han forlod dog Frikorps Danmark, længe inden enheden var kampklar. Men sin baggrund i de danske ingeniørtropper blev han sendt på pionerskole i Dresden. Efter at have afsluttet sin uddannelse kom han til SS-Pioner-Bataljonen i 5. SS-Division "Wiking". Han blev SS-Sturmbannführer og officer i staben ved Pioner-Bataljonen.
Fra den 21. august 1942 til 3. oktober 1942 var han kompagnichef for 2. kompagni i SS-Pioner-Bataljonen i 5. SS-Division "Wiking". Under frontindsatsen som kompagnichef blev han bl.a. dekoreret med jernkorset af anden klasse.
I foråret 1942 tog han igen på uddannelse i Tyskland. Efter at han havde afsluttet sin uddannelse blev han han pionerchef i det lettisk dominerede VI. Waffen-Armee Korps der SS. Hvilket han var under resten af krigen.
VI. Waffen-Armee Korps der SS var en del af den ubesejrede Kurland-Arme, der først kapitulerede den 8. maj 1945, da alt håb var ude. Herefter kom han i en russisk straffelejr i Damitye ved Kijev, hvor han i sommeren 1950 blev idømt 25 års hårdt arbejde. Inden et år døde han stærkt svækket.